# Eupithecia provinciata
Eupithecia provinciata là một loài bướm đêm trong họ Geometridae.